# De Vrouw Clasina
De Vrouw Clazina is een Nederlandse stomme film (still, zwart-wit) uit 1915 van Maurits Binger. schrijver is onbekend, volledige titel is Het Tjalkschip de Vrouw Clazina.
De Vrouw Clazina is een binnenvaartschip dat haar vrachten vervoert van A naar B. De schipper wordt hierbij vergezeld door zijn vrouw en twee dochters. Op een dag vliegt het vrachtschip in brand terwijl het vaart in een kanaal. De twee dochters proberen hun vader van het schip te krijgen, maar deze weigert. Hij wil met zijn schip ten onder.

## Cast
| Acteur                  | Personage      |
| ----------------------- | -------------- |
| Louis Chrispijn sr      | Schipper       |
| Esther de Boer-van Rijk | Vrouw Schipper |
| Annie Bos               | Dochter        |
| Koba Kinsbergen         | Dochter        |